# Il diario di Ellen Rimbauer (film)
Il diario di Ellen Rimbauer è un film TV del 2003, basato su un soggetto di Stephen King e prequel del film Stephen King's Rose Red (2002).

## Trama
Il film narra, sotto forma di flashback, la vita di Ellen Rimbauer e della sua vita a Rose Red, a partire dalla costruzione dell'abitazione, fino ad arrivare alla morte di John Rimbauer precipitato dalla torre della casa stessa.
Nel 1910, Ellen Gilcrest è una bella e giovane donna, innamorata del ricco petroliere John Rimbauer, da cui riesce a farsi sposare. Come abitazione per la coppia, John fa costruire a Seattle una magnifica abitazione che Ellen decide di chiamare Rose Red. Fin dalla sua creazione la casa inizia a manifestare la propria cattiva influenza sulle persone, quando un dipendente, appena licenziato, uccide il direttore dei lavori, dando il via alle dicerie secondo cui la casa fosse costruita su un terreno consacrato e, pertanto, maledetta.
Dopo il matrimonio ed in attesa che la casa sia completata, la giovane coppia si reca in Africa per la luna di miele, durante la quale Ellen contrae una misteriosa quanto pericolosa malattia (definita innominabile, trasmessa dagli uomini e sofferta dalle donne). Nell'indifferenza più totale di John, che preferisce dedicarsi ai safari ed al tradimento della moglie, Ellen viene curata da Sukeena, una donna africana conosciuta durante il viaggio, che seguirà poi i Rimbauer a Seattle, in qualità di dama di compagnia. Anche dopo il ritorno a casa, John Rimbauer non rinuncia alle proprie relazioni extraconiugali, delle quali Ellen è ben consapevole, ma che finge di ignorare, sentendosi sempre più vuota e sola nell'immensa abitazione. 
Nel 1911 nasce il primogenito di Ellen, Adam, avvenuto subito dopo la sparizione di Fanny, una delle amanti di John Rimbauer. Nei mesi successivi un'altra governante, Lora, svanisce dalla casa ed, indagando, Ellen e Sukeena scoprono un passaggio segreto che unisce la macelleria dell'abitazione all'autorimessa, dove vengono portate le amanti di John. Per riuscire a capire meglio cosa avviene a Rose Red, che sembra avere una volontà propria nell'aiutare la padrona di casa, Ellen riesce a convincere il marito ad organizzare una seduta spiritica con una medium, Madame Lu, durante la quale la donna si convince della necessità di continuare la costruzione ed ampliare la dimora. 
Nel 1912, nasce April, secondogenita della famiglia Rimbauer, che però presenta il braccio sinistro malformato e atrofico. Ellen dà la colpa di questo fatto ai peccati di John. I due bambini crescono nella casa ma, un giorno, la piccola April assiste alla morte dello zio Douglas Posey, socio in affari di John Rimbauer che aveva appena perso il suo ruolo nella società. Questo fatto sconvolge la bimba a tal punto da farla smettere di parlare. Ellen, allora, convoca nuovamente Madame Lu per risolvere il problema ed ella rivela che la bambina può ancora a sentire la voce dello zio, a differenza degli altri abitanti della casa. In questo modo riesce a convincere la piccola a parlare nuovamente. Mentre sta per lasciare l'abitazione, la medium avvisa Sukeena che la casa è gelosa dell'affetto tra la madre e la figlia ed è per questo April sente la voce dello zio morto; è quindi necessario portarle entrambe via da lì al più presto. 
Rose Red, che sente i pensieri di Ellen e si rende conto che l'interesse di lei si sta spostando dalla casa alla figlia, decide di far sparire April per costringere la donna a restare. John Rimbauer fa arrestare Sukeena, ritenendola la responsabile della scomparsa della bimba. Per convincere il marito a far tornare l'africana, Ellen accetta di concedersi al marito tutte le volte che egli voglia ma, quando infrange la promessa per accudire l'amica, John minaccia di cacciarla nuovamente via dall'abitazione. È Sukeena, allora, che decide di sostituirsi a lei accettando di passare la notte con il padrone di casa, chiedendogli di incontrarsi con lui nella cosiddetta "torre della rosa" di recente costruzione. 
John accetta le avance dell'africana e raggiunge la torre dove, oltre a Sukeena, vede gli spiriti di tutte le persone morte o sparite a Rose Red, subito prima di sfondare la grande finestra e schiantarsi al suolo perdendo la vita. 
Il film termina con Ellen e Sukeena che fanno colazione nella "torre della rosa", discutendo dei futuri ampliamenti di Rose Red.

## Differenze con Stephen King's Rose Red
- In Stephen King's Rose Red, viene detto che Ellen Gilcrest e John Rimbauer si sposano nel 1907. Nel Diario di Ellen Rimbauer, John fa la proposta di matrimonio ad Ellen nel 1910.
- Quando Joyce Reardon racconta la storia della casa, in Rose Red, dichiara che Ellen era incinta quando la coppia tornò dall'Africa. Invece nel Diario di Ellen Rimbauer, la giovane donna dichiara di essere rimasta incinta dopo una notte passata con il marito, successiva al primo ricevimento tenutosi nella casa, quindi dopo il ritorno dalla luna di miele. Anche le date di nascita del primogenito, Adam, non coincidono nei due film: in Rose Red si dice che nasce nell'autunno del 1909 ma, nel prequel, la casa era ancora in costruzione nel 1910 e John ed Ellen non erano ancora sposati. Mentre la data di nascita del bambino è il 1911.
- L'anno di nascita della secondogenita dei Rimbauer, April, è il 1911 in Rose Red, ma diventa il 1912 nel Diario di Ellen Rimbauer.
- In Stephen King's Rose Red, Ellen Rimbauer si affida ad una chiromante, Madame Stravinsky, che viene descritta come una ciarlatana, dalla quale anche Sukeena cerca di mettere in guardia Ellen. Nel film, invece, la medium si fa chiamare Madame Lu e sembra possedere realmente dei poteri paranormali, riuscendo a percepire anche le intenzioni della casa. Sukeena tiene molto in considerazione i suoi consigli, al punto da cercare di portare via Ellen da Rose Red quand'ella le dice di farlo.
- La scena del suicidio di Douglas Posey, socio in affari di John Rimbauer, è piuttosto diversa nei due film. In entrambi i casi si impicca nell'ufficio di Rimbauer ed avviene a causa della perdita delle quote della società in favore di John. Tuttavia, mentre in Stephen King's Rose Red, avviene dinanzi ai due figli di Ellen, Adam, al quale dona il proprio cappello da cowboy, e April, a cui lancia una rosa rossa. Nel Diario di Ellen Rimbauer, Posey, cerca di far allontanare i bambini dall'ufficio, che erano entrati per caso mentre stava approntando il cappio, invitandoli a giocare a nascondino. Quando commette il suicidio, pertanto, è da solo nella stanza e la sola April torna indietro vedendo il corpo oramai morto dello zio. Non viene, dunque, donata né la rosa alla bimba, né il cappello (che nemmeno indossa) al bimbo. In realtà tutta la scena ha un effetto diverso nei due film: in Stephen King's Rose Red Posey affronta la morte con molta dignità, quasi con indifferenza, mentre, nel Diario di Ellen Rimbauer, è visibilmente sconvolto ed il suo è rappresentato come un atto disperato.
- La sparizione di April, in Stephen King's Rose Red, avviene in cucina, davanti alla porta della dispensa: Sukeena perde di vista la bambina per pochi attimi e, al suo ritorno, non c'è più. Nel Diario di Ellen Rimbauer, invece, Sukeena si trova ai piani superiori della casa, intenta a preparare le valigie per far allontanare Ellen da Rose Red, e vede la bambina giocare fra i panni stesi, in giardino. Nonostante i tentativi di chiamarla, lei segue l'ombra dello zio Douglas all'interno dell'abitazione, fino alla stanza dove scomparve Fanny, svanendo anch'essa.
- Nella scena della morte di John Rimbauer, si vede il magnate sfondare la finestra e precipitare al suolo, subito dopo aver visto gli spiriti delle persone scomparse a Rose Red. Non viene mostrato se egli cada da solo o sia stato spinto. In Stephen King's Rose Red, invece, si vede chiaramente come John venga scaraventato fuori dalla finestra da Ellen e dalla stessa Sukeena che, insieme, lo gettano contro il vetro.